# Тушево (Польща)
Тушево (пол. Tuszewo, нім. Tuschau) — село в Польщі, у гміні Любава Ілавського повіту Вармінсько-Мазурського воєводства.
Населення — 627 осіб (2011).
У 1975-1998 роках село належало до Ольштинського воєводства.

## Демографія
Демографічна структура станом на 31 березня 2011 року:
|          | Загалом | Допрацездатний вік | Працездатний вік | Постпрацездатний вік |
| -------- | ------- | ------------------ | ---------------- | -------------------- |
| Чоловіки | 322     | 70                 | 231              | 21                   |
| Жінки    | 305     | 76                 | 180              | 49                   |
| Разом    | 627     | 146                | 411              | 70                   |